# Jean-Pierre Serre
Jean-Pierre Serre (født 15. september 1926 i Bages) er en fransk matematiker indenfor felterne algebraisk geometri, talteori og topologi. Serre er regnet som en markant moderne matematiker, og har gjort banebrydende arbejde indenfor de nævnte felter samt gruppeteori og analytisk algebra.
Serre var professor ved Collège de France i Paris i perioden 1956 til 1994, og har siden været æresprofessor ved samme universitet. Serre er blevet tildelt en række priser for sit arbejde indenfor matematik, blandt andet Fieldsmedaljen i 1954. I 1980 blev han æresdoktor ved Stockholms universitet. Serre har siden 1981 også været medlem af Kungliga Vetenskapsakademien.
Udover Fieldsmedaljen har Serre blandt andet modtaget:
- Prix Gaston Julia (1970)
- Balzanprisen (1985)
- Leroy P. Steele-prisen (1995)
- Wolfprisen i matematik (2000)
- Abelprisen (2003)